# Municipio de Nags Head
El municipio de Nags Head (en inglés: Nags Head Township) es un municipio ubicado en el  condado de Dare en el estado estadounidense de Carolina del Norte. En el año 2010 tenía una población de 10.543 habitantes.

## Geografía
El municipio de Nags Head se encuentra ubicado en las coordenadas 36°3′0.6″N 75°42′12.64″O / 36.050167, -75.7035111.